# Transferência bancária
Transferência eletrônica, transferência bancária ou transferência de crédito é um método de transferência eletrônica de fundos de uma pessoa ou entidade para outra. Uma transferência eletrônica pode ser feita de uma conta bancária para outra conta bancária ou através de uma transferência de dinheiro em uma caixa. 